# Elo'sedabsh
Elo'sedabsh, jedna od pet podskupina Sahehwamish Indijanaca, sališka porodica iz Washingtona na Medicine Creeku i donjem toku rijeke Nisqually,  uključujući glavno naselje na ušču Nisqually Rivera i Tuda'dab, na ušću McAllistera ili Medicine Creeka.